# Blue Jay (film)
Blue Jay è un film del 2016 diretto da Alex Lehmann.
La storia, da un soggetto di Mark Duplass, che ne è anche sceneggiatore, produttore esecutivo e interprete principale insieme a Sarah Paulson, narra di due persone che si ritrovano dopo 22 anni dalla loro traumatica separazione da ragazzi, facendo emergere rimpianti e rimorsi che hanno lasciato il segno su entrambi.
La pellicola, coprodotta da Netflix, è stata presentata in anteprima al Toronto International Film Festival il 12 settembre 2016.

## Trama
Jim Henderson è tornato nel suo paesino di origine per riprendere possesso della sua casa, dopo la morte della madre. Nel piccolo supermercato locale incontra Amanda, sua compagna ai tempi del liceo, tornata momentaneamente anche lei per assistere la sorella incinta.
Dopo l'iniziale imbarazzo entrambi hanno piacere a scambiare qualche parola e quindi si recano al Blue Jay, il locale nel quale usavano incontrarsi da ragazzi. Dopo una passeggiata nei pressi del lago, Jim svela di aver perso il lavoro di cartongessista, dopo aver picchiato lo zio, e medita di lasciare definitivamente Tucson. Amanda racconta che, dopo aver sposato un uomo molto più grande di lei e con già due figli, ora che questi hanno lasciato casa per l'università, vive un vuoto che l'ha spinta ad assumere antidepressivi.
Il piacere di stare insieme, li spinge a passare la serata a casa di lui. Qui ritrovano una serie di cose perfettamente conservate dalla madre di Jim che fa effettuare loro una sorta di salto indietro di 22 anni, rivivendo i bei momenti vissuti insieme. Lei chiede a lui di baciarla ma quando Jim vuole andare oltre e le dice di amarla, Amanda si blocca e decide di andarsene. I due quindi si chiariscono sul punto della traumatica separazione, seguita all'aborto di lei che, reputatasi immatura al pari di lui, non si sentì in grado di portare avanti l'imprevista gravidanza. Lui, roso da anni di rimorso, le fa leggere la lettera che non ebbe il coraggio di consegnarle, con la quale si assumeva le responsabilità di padre e le assicurava amore eterno. 
Amanda, che si era detta ormai incapace di piangere, crolla in un pianto liberatorio dopo aver letto quelle parole. Una lettera sicuramente tardiva, ma lo speciale rapporto che intercorreva tra i due sembra essersi solo interrotto e non esaurito. 

## Produzione
Le riprese hanno avuto luogo in California, a Crestline, e sono durate sette giorni.